# یاروسلاوا ماهوچیخ
یاروسلاوا ماهوچیخ (اوکراینی: Ярослава Олексіївна Магучіх؛ زادهٔ ۱۹ سپتامبر ۲۰۰۱) ورزشکار زن پرش ارتفاع اهل اوکراین است.
وی در مسابقات کشوری و بین‌المللی در مجموع برندهٔ ۵ مدال طلا و ۱ مدال نقره شده‌است.

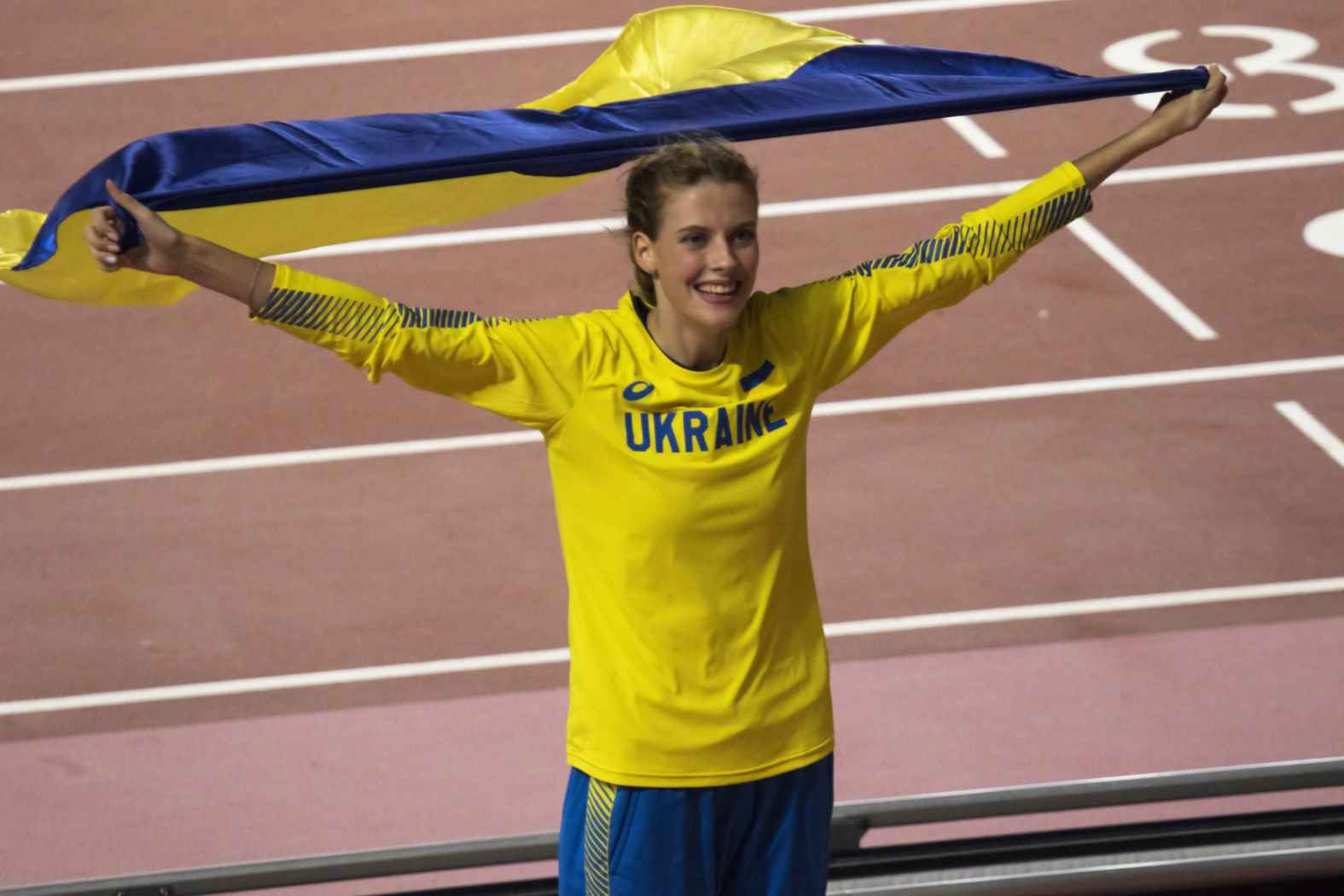
ماهوچیخ پس از نایب قهرمانی